# جامعة الفنار
جامعة الفنار هي جامعة مصرية خاصة تأسست في عام 2017 بمنطقة أبو تلات غرب محافظة الأسكندرية شمال مصر.

## الكليات
تضم جامعة الفنار سبعة كليات وهم:
1. كلية الهندسة
2. كلية طب الفم والاسنان
3. كلية الاعلام
4. كلية الصيدلة
5. كلية العلاج الطبيعي
6. الكلية التكنولوجية
7. كلية الفنون والتصميم